# Bryum pyrrhothrix
Bryum pyrrhothrix är en bladmossart som beskrevs av C. Müller 1882. Bryum pyrrhothrix ingår i släktet bryummossor, och familjen Bryaceae. Inga underarter finns listade i Catalogue of Life.